# SL(2,R)
У математиці, спеціальна лінійна група {\displaystyle \operatorname {SL} (2,\mathbb {R} )} або {\displaystyle \operatorname {SL} _{2}(\mathbb {R} )} — це група дійсних {\displaystyle :2\times 2} матриць, з детермінантом {\displaystyle 1}:
{\displaystyle \operatorname {SL} (2,\mathbb {R} )=\left\{\left({\begin{matrix}a&b\\c&d\end{matrix}}\right)\colon a,b,c,d\in \mathbb {R} \ {\text{і}}\ ad-bc=1\right\}.}
Це зв'язна некомпактна проста дійсна група Лі, яка має застосування у геометрії, топології, теорії представлень і фізиці.
{\displaystyle \operatorname {SL} (2,\mathbb {R} )} діє на комплексній верхній півплощині шляхом дробово-лінійних  перетворень. Дія групи виражається через факторгрупу {\displaystyle \operatorname {PSL} (2,\mathbb {R} )} ({\displaystyle 2\times 2} спеціальна проєктивна група над {\displaystyle \mathbb {R} }). Більш конкретно,
{\displaystyle \operatorname {PSL} (2,\mathbb {R} )=\operatorname {SL} (2,\mathbb {R} )/\{\pm I\}},
де {\displaystyle I} — {\displaystyle 2\times 2} одинична матриця. Вона містить модулярну групу {\displaystyle \operatorname {PSL} (2,\mathbb {Z} )}.
Також тісно пов'язаною структурою є 2-кратна покривна група {\displaystyle \operatorname {Mp} (2,\mathbb {R} )}, або метаплектична група (вважаючи {\displaystyle \operatorname {SL} (2,\mathbb {R} )} симплектичною групою).
Інша пов'язана група це {\displaystyle \operatorname {SL} ^{\pm }(2,\mathbb {R} )}, група дійсних {\displaystyle 2\times 2} матриць з детермінантом {\displaystyle \pm 1}; вона є більш загальновживаною у контексті модулярних груп.

### Опис
{\displaystyle \operatorname {SL} (2,\mathbb {R} )} це група всіх лінійних перетворень у {\displaystyle \mathbb {R^{2}} }, яка зберігає орієнтацію. Вона ізоморфна  симплектичній групі {\displaystyle \operatorname {Sp} (2,\mathbb {R} )}і спеціальній унітарній групі {\displaystyle \operatorname {SU} (1,1)}.Також вона є ізоморфною групі одиничних кватерніонів. Група {\displaystyle \operatorname {SL} ^{\pm }(2,\mathbb {R} )} не зберігає орієнтацію, оскільки у деяких випадках вона може бути змінена на протилежну.
Факторгрупа {\displaystyle \operatorname {PSL} (2,\mathbb {R} )} допускає декілька цікавих означень:
- Це група проєктивних перетворень на дійсній проєктивній прямій[en] {\displaystyle \mathbb {R} \cup \{\infty \}}, що зберігає орієнтацію.
- Це група конформних автоморфізмів одиничного круга.
- Це група ізометрій гіперболічної площини, що зберігає орієнтацію.
- Це обмежена група Лоренца тривимірного простору Мінковского. Еквівалентно, це група, яка ізоморфна невизначеній ортогональній групі {\displaystyle \operatorname {SO} ^{+}(1,2)}. З цього випливає, що {\displaystyle \operatorname {SL} (2,\mathbb {R} )} ізоморфна спінорній групі {\displaystyle \operatorname {Spin} (2,1)^{+}}.

Елементи модулярної групи {\displaystyle \operatorname {PSL} (2,\mathbb {Z} )} мають додаткові інтерпретації, так само, як і елементи групи {\displaystyle \operatorname {SL} (2,\mathbb {Z} )} (як лінійні перетворення тора), на ці інтерпретації можна дивитися з точки зору загальної теорії групи {\displaystyle \operatorname {SL} (2,\mathbb {R} )}.

#### Проєктивні перетворення
Елементи {\displaystyle \operatorname {PSL} (2,\mathbb {R} )} є проєктивними перетвореннями на дійсній проєктивній прямій {\displaystyle \mathbb {R} \cup \{\infty \}}:
{\displaystyle [x,1]\longmapsto [x,1]\left({\begin{matrix}a&b\\c&d\end{matrix}}\right)=[ax+b,cx+d]=\left[{\frac {ax+b}{cx+d}},1\right].}
Ці проєктивні перетворення утворюють підгрупу групи {\displaystyle \operatorname {PSL} (2,\mathbb {C} )}, яка діє на сферу Рімана шряхом перетворень Мебіуса.
Якщо дійсна пряма розглядається границею гіперболічної площини, то {\displaystyle \operatorname {PSL} (2,\mathbb {R} )} описує гіперболічні рухи.

##### Перетворення Мебіуса
Елементи групи {\displaystyle \operatorname {PSL} (2,\mathbb {R} )} діють на комплексній площині шляхом перетвореннь Мебіуса:
{\displaystyle z\longmapsto {\frac {az+b}{cz+d}}\ ({\text{де}}\ a,b,c,d\in \mathbb {R} )}.
Це в точності множина перетворень Мебіуса, яка зберігає верхню півплощину. З цього випливає, що {\displaystyle \operatorname {PSL} (2,\mathbb {R} )} є групою конформних автоморфізмів верхньої півплощини. Відповідно до теореми Рімана про відображення, вона також є групою конформних автоморфізмів одиничного круга.
Дані перетворення Мебіуса діють як ізометрії моделі верхньої півплощини гіперболічного простору, а відповідні перетворення Мебіуса на крузі є гіперболічними ізометріями моделі Пуанкаре.
Формула вище також може бути використана для визначення перетворень Мебіуса для дуальних і подвійних чисел. Відповідні геометрії мають нетривіальні зв'язки з гіперболічна геометрією.

###### Приєднане представлення
Група {\displaystyle \operatorname {SL} (2,\mathbb {R} )} діє на свою алгебру Лі {\displaystyle {\mathfrak {sl}}(2,\mathbb {R} )} шляхом спряженості (важливо пам'ятати, що елементи алгебри Лі також є {\displaystyle 2\times 2} матрицями), утворюючи при цьому точне тривимірне лінійне представлення групи {\displaystyle \operatorname {PSL} (2,\mathbb {R} )}. Це також можна описати як дію групи на простір квадратичних форм у {\displaystyle \mathbb {R^{2}} }. Як результат матимемо наступне представлення:
{\displaystyle \left[{\begin{matrix}a&b\\c&d\end{matrix}}\right]\longmapsto \left[{\begin{matrix}a^{2}&2ab&b^{2}\\ac&ad+bc&bd\\c^{2}&2cd&d^{2}\end{matrix}}\right]}.
Форма Кіллінга алгебри {\displaystyle {\mathfrak {sl}}(2,\mathbb {R} )} має сигнатуру {\displaystyle (2,1)} і встановлює ізоморфізм між групою {\displaystyle \operatorname {PSL} (2,\mathbb {R} )} і групою Лоренца {\displaystyle \operatorname {SO} ^{+}(2,1)}. Така дія групи {\displaystyle \operatorname {PSL} (2,\mathbb {R} )} на простір Мінковського обмежується до ізометричної дії групи {\displaystyle \operatorname {PSL} (2,\mathbb {R} )} на гіперболоїдну модель гіперболічної площини.

#### Класифікація елементів
Власні значення елемента {\displaystyle A\in \operatorname {SL} (2,\mathbb {R} )} задовольняють характеристичний многочлен
{\displaystyle \lambda ^{2}-\operatorname {tr} (A)\lambda +1=0},
звідси
{\displaystyle \lambda ={\frac {\operatorname {tr} (A)\pm {\sqrt {\operatorname {tr} (A)^{2}-4}}}{2}}}.
Це приводить до наступної класифікації елементів, з відповідною дією на Евклідову площину:
- Якщо {\displaystyle |\operatorname {tr} (A)|<2}, то {\displaystyle A} називається еліптичним і є спряженим до поворотів.
- Якщо {\displaystyle |\operatorname {tr} (A)|=2}, то {\displaystyle A} називається параболічним і є відображенням зсуву.
- Якщо {\displaystyle |\operatorname {tr} (A)|>2}, то {\displaystyle A} називається гіперболічним і є відображенням стискання[en].

Назви відповідають класифікації конічних перетинів ексцентриситетом: якщо визначати ексцентриситет як половину абсолютного значення сліду ({\displaystyle \epsilon ={\frac {1}{2}}\operatorname {tr} }; ділення на 2 корегує ефект розмірності, у той час як абсолютне значення ігнорує коефіцієнти {\displaystyle \pm 1}, як і при роботі з групою {\displaystyle \operatorname {PSL} (2,\mathbb {R} )}), тоді це приводить до наступних випадків: {\displaystyle \epsilon <1}, еліптичний; {\displaystyle \epsilon =1}, параболічний; {\displaystyle \epsilon >1}, гіперболічний.
Одиничний елемент {\displaystyle 1} і від'ємний одиничний елемент {\displaystyle -1} (у випадку групи {\displaystyle \operatorname {PSL} (2,\mathbb {R} )} вони співпадають) мають слід {\displaystyle \pm 2}, і відповідно до класифікації, є параболічними елементами, хоча їх часто розглядають окремо.
Та сама класифікація використовується для груп {\displaystyle \operatorname {SL} (2,\mathbb {C} )} і {\displaystyle \operatorname {PSL} (2,\mathbb {R} )}(дійсне перетворення Мебіуса), з додатковими ``локсодромними'' перетвореннями, що відповідають комплексним слідам; аналогічні класифікації використовуються і щодо інших об'єктів.
Підгрупа, яка пов'язана з еліптичними (відповідно, параболічними або гіперболічними) елементами, а також ідентичністю і від'ємною ідентичністю називається еліптичною підгрупою (відповідно, параболічною підгрупою, гіперболічною підгрупою).
Це класифікація на підмножини, а не на підгрупи: множини не замкнені відносно множення (добуток двох параболічних елементів неповинен бути параболічним і т. ін.). Тим не менше, всі елементи розподіляються до однієї з трьох стандартних однопараметричних підгруп} (можливо домножені на {\displaystyle \pm 1}), як зазначено нижче.
З точки зору топології, оскільки слід є неперервним відображенням, еліптичні елементи (виключаючи {\displaystyle \pm 1}) є відкритими множинами, так само, як гіперболічні елементи (виключаючи {\displaystyle \pm 1}), у той час як параболічні елементи (включаючи {\displaystyle \pm 1}) є замкнутими множинами.

#### Еліптичні елементи
Власні значення еліптичного елемента є комплексними, а також комплексно спряженими значеннями на одиничному колі. Такий елемент є спряженим до повороту евклідового простору — вони можуть бути проінтерпретовані як повороти у можливому неортгональному базисі — а відповідний елемент групи {\displaystyle \operatorname {PSL} (2,\mathbb {R} )} діє як (спряжений до) повороту гіперболічної площини і простору Мінковського.
Еліптичні елементи модулярної групи повинні мати власні значення {\displaystyle \{\omega ,\omega ^{-}\}}, де {\displaystyle \omega } це простий корінь з одиниці третього, четвертого або шостого степеня. Вони всі є елементами модулярної групи скінченного порядку, і на торі вони діють як періодичні дифеоморфізми.
Елементи із нульовим слідом інколи називають ``циркулярними елементами'' (за аналогією з ексцентриситетом), але це відбувається нечасто. Вони відповідають елементам з власними значеннями {\displaystyle \pm i} і є спряженими до поворотів на {\displaystyle 90^{\circ }}, а також є квадратами до {\displaystyle -I}: вони є нетотожними інволюціями у групі {\displaystyle \operatorname {PSL(2)} }.
Еліптичні елементи включаються у підгрупу поворотів евклідової площини, спеціальну ортогональну групу {\displaystyle \operatorname {SO(2)} }; кут повороту є арккосинусом половини сліду, зі знаком, що визначається орієнтацією. (Поворот і його обернений є спряженими у групі {\displaystyle \operatorname {GL(2)} }, але не у групі {\displaystyle \operatorname {SL(2)} }.)